# Триумфална арка (Етоал)
Вижте пояснителната страница за други значения на Триумфална арка.
Триумфалната арка (на френски: Arc de Triomphe de l'Étoile) е сред най-известните монументи в Париж.
Тя е разположена в центъра на площад „Шарл дьо Гол“, в западния край на прочутия бул. „Шан-з-Елизе“. Съществува и по-малка триумфална арка, която се намира западно от Лувъра.
Построена е в чест на всички воювали и загинали за Франция във войните на Първата френска република и Наполеоновите войни (1789 – 1815). Имената на всички френски победи и генерали са изписани върху вътрешните и външни стени на арката, а под свода ѝ лежи гробът на незнайния воин от Първата световна война.
Строежът ѝ започва по времето на Наполеон Бонапарт – 1806 г., и завършва през 1836 г. Мястото, на което е построена Триумфалната арка, е наречено „Площад на звездата“ (Place de l'Etoile) заради многото булеварди, които водят началото си оттук (днес носи името площад „Шарл дьо Гол“). Вътре в арката има малък музей, документиращ историята ѝ.
Триумфалната арка е свързващо звено от Историческата ос (Axe historique) – поредица от монументи, която започва от Лувъра и завършва до Голямата арка на пл. „Дефанс“. Проектирана е от Жан-Франсоа-Терез Шалгрен през 1806 г., като иконографите изобразяват голи френски младежи, борещи се срещу облечени в ризници немски войници. Сюжетът дава пример за изграждането и на други обществени паметници с патриотични послания.
Триумфалната арка е висока 50 метра и широка 45 метра. Големият свод е с височина 29,19 метра и ширина 14,62 метра, а малкият свод е висок 18,68 метра и е с ширина от 8,44 метра. Тя е втората най-голяма триумфална арка в света след Триумфалната арка в Пхенян. Дизайнът ѝ е вдъхновен от римската Арка на Тит. Триумфалната арка е толкова колосална, че 3 седмици след парада на победата в Париж през 1919 г. Шарл Годфроа прелита със своя самолет „Нюпорт“ през свода на арката, като събитието е записано на кинолента.

## История
Триумфалната арка се намира на десния бряг на река Сена, в центъра на 12-ъгълна конфигурация от 12 булеварда. Възложена е за изпълнение от Наполеон Бонапарт през 1806 г. след победата при Аустерлиц. Само поставянето на основите трае 2 г., като през 1810 г., когато Наполеон влиза в Париж със своята годеница дукесата на Австрия Мария-Луиза, е бил завършен дървеният макет на арката.
Архитектът Жан Шалгрен умира през 1811 г. и работата по изграждане на арката е поета от Жан-Никола Уйо. По време на възстановяването на монархията от Бурбоните изграждането на Триумфалната арка е спряно, като нейното завършване се осъществява при управлението на крал Луи-Филип между 1833 и 1836 г. През декември 1840 г., на връщане от о. Св. Елена, тленните останки на Наполеон минават под Триумфалната арка на път за мястото, където да бъдат положени за последно – Дома на инвалидите. Преди да бъде погребано в Пантеона, тялото на Виктор Юго е изложено под арката в нощта на 22 май 1885 г.
След построяването ѝ Триумфалната арка се превръща в мястото, където френските войски организират своите паради след успешни военни кампании, както и място за годишния военен парад в Деня на Бастилията. Известни победни маршове, извършени под арката, са тези на германските войски през 1871 и 1940 г., на френските войски през 1919 г. и на Съюзническите сили от Втората световна война през 1944 и 1945 г. Американска пощенска марка от 1945 г. показва Триумфалната арка и американски войски, маршируващи по „Шан-з-Елизе“ на 29 август 1944 г. След погребението на незнайния воин обаче всички военни паради (включително и споменатите след 1919 г.) вече не минават през свода на арката, а я заобикалят от уважение към гроба на незнайния воин и символизма, който носи. И Хитлер през 1940 г., и Шарл дьо Гол през 1944 г., спазват този ритуал.
След 1960 г. Триумфалната арка започва да почернява от въглищни сажди и автомобилни газове, което води до нейното почистване чрез избелване през 1965 – 1966 г.
Продължаването на бул. „Шан-з-Елизе“ включва и построяване на нова арка през 1982 г. – Голямата арка на пл. „Дефанс“, която завършва поредицата от монументи, известна като „Историческа ос“ (на френски: Axe historique).

## Дизайн
Дизайнът, при който не се използват колони, е дело на Жан-Франсоа-Терез Шалгрен (1739 – 1811) и е в неокласическа версия на старинната римска архитектура (например Триумфалната арка на Тит). В изграждането на Триумфалната арка са представени големите академични скулптори на Франция: Жан-Пиер Корто, Франсоа Рюд, Антоан Етекс, Джеймс Прадие и Филип-Жозеф Анри Льомер.
Основните скулптури не са съставна част от фризовете, а се третират като отделни части, прикрепени към зидарията от дялан камък. 4-те скулптурни групи в основата на арката са Триумфът от 1810 г. (от Жан-Пиер Корто), Съпротива и Мир (и двете от Антоан Етекс) и най-известната от всички Заминаване на Доброволците от 1792 г. (от Франсоа Руд), наричана „Ла Марселез“. Последната е представена в токата на колана, който се дава за титлата „маршал на Франция“, и олицетворява Франция, призоваваща своя народ. След падането на Наполеон (1815) скулптурата Мир се интерпретира като почитане на Мира от 1815 г.
В горната част на арката, над богато изваяния фриз от войници има 30 щита, гравирани с имената на големи военни победи от периода на Френската революция и Наполеоновите войни. На вътрешните стени на монумента са изписани имената на 660 души, от които 558 френски генерали от Първата френска империя, като имената на тези, които са загинали в битка, са подчертани. На по-късите страни на 4-те носещи колони са изписани имената на големите спечелени битки през Наполеоновите войни. Битките в периода между заминаването му от Елба до последната му загуба при Ватерло не са включени.
От 1882 до 1886 г. на върха на Триумфалната арка се е намирала скулптурата „Триумфът на революцията“ от Александър Фалжиер, изобразявала колесница, теглена от коне, готови да разбият „Анархията и Деспотизма“. Скулптурата съществува само 4 г., преди да се разпадне.
През февруари 2007 г. във вътрешността на арката е открита постоянна експозиция на артиста Морис Бенаюн и архитекта Кристоф Жиро, която поставя под въпрос символичното значение на арката през последните 2 столетия, балансирайки между мира и войната.

## Незнайният воин
Под свода на Триумфалната арка се намира Гробът на Незнайния воин от Първата световна война, създаден през 1921 г. Той е поставен в Деня на примирието през 1920 г., когато е запален и първият вечен огън в Западна и Източна Европа, откакто огънят на Веста бил загасен през IV в. Пламъкът гори в памет на всички загинали, които не са били идентифицирани (гори за загиналите в двете световни войни). Според телевизионна програма от 2008 г., представена от Риф Джоунс, вечният пламък е бил гасен само веднъж, от пиян мексикански футболен почитател, в деня, в който Франция побеждава Бразилия. Най-вероятно става въпрос за финала на Световното първенство по футбол през 1998 г.
На всеки 11 ноември под Триумфалната арка се провежда церемония в чест на годишнината от примирието, подписано между Франция и Германия през 1918 г. На 12 ноември 1919 г. първоначално е решено тленните останки на Незнайния воин да се преместят в Пантеона, но обществена кампания води до решението те да бъдат оставени в Триумфалната арка. На 10 ноември 1920 г. ковчегът е положен в параклиса на 1-вия етаж на арката, а на сегашното си място е от 28 януари 1921 г. Върху горната плоча на ковчега е вписано ICI REPOSE UN SOLDAT FRANÇAIS MORT POUR LA PATRIE 1914 – 1918 („Тук лежи френски войник, загинал за своята родина 1914 – 1918“).
През 1961 г. американският президент Джон Кенеди и първата дама Жаклин Кенеди показват уважението си към гроба на Незнайния воин, като го посещават заедно с френския президент Шарл дьо Гол. След убийството на Кенеди през 1963 г., спомняйки си за вечния огън на Триумфалната арка, г-жа Кенеди настоява вечен огън да гори и на гроба на съпруга ѝ в Националното гробище в Арлингтън, Вирджиния. Шарл дьо Гол заминава за Вашингтон, за да присъства на държавното погребение, на което Жаклин Кенеди запалва вечния огън, от който е била вдъхновена при нейното посещение във Франция.

## Достъп
До Триумфалната арка се достига чрез RER или метро, като спирката се казва „Шарл дьо Гол Етоал“. Поради силния трафик около кръстовището, в центъра на което се намира арката, се препоръчва пешеходците да използват някой от двата подлеза, разположени на Champs Élysées и Avenue de la Grande Armée.
В Триумфалната арка има асансьор, който води посетителите почти до върха, до малко таванско помещение. Там се намира музей, който съдържа модели на арката и в който се разказва за нейната история още от построяването ѝ. От този музей до терасата, от която има панорамна гледка към Париж, остават да се изкачат само 46 стъпала.